# Bomberman Tournament
Bomberman Tournament est un jeu vidéo de réflexion et de rôle développé par Hudson Soft sur Game Boy Advance en 2001. Il s'inscrit dans la série Bomberman en proposant le mode de jeu classique ainsi qu'un mode aventure en solo.

## Synopsis
Sur la planète Phantarion, de la galaxie Bomber, 5 météorites se sont écrasés. Répondant à un SOS, Max, un ami de Bomberman va enquêter sur place, mais il ne donne aucun signe de vie depuis une semaine. Bomberman se rend sur place pour enquêter.

## Système de jeu
Le jeu présente deux modes de jeux : un mode aventure où Bomberman doit enquêter sur la disparition de son ami et un mode « bataille » jouable à plusieurs ou en solo contre l'intelligence artificielle. Dans le premier mode de jeu, Bomberman évolue dans un monde composé de zones reliées entre elles où il devra tuer les ennemis en posant des bombes sur leur trajectoire. Il pourra monter en puissance en récoltant des objets qui augmentant sa jauge de vie, le nombre de bombes qu'il pourra transporter ou la distance de leur souffle. Il pourra également dresser des karabons, sortes de pokémon. Ceux-ci ne se battent pas hormis dans des arènes optionnelles mais certains lorsqu'ils sont équipés et activés avec le bouton « B », donnent à Bomberman des capacités spéciales, comme de voir les passages secrets, de pouvoir respirer sous l'eau, etc.
Dans le mode multijoueurs, le créateur fixe les règles du jeu (durée maximale des parties, nombre de victoires nécessaires pour gagner, ainsi que quelques options modifiant les mécaniques de la partie), choisit une arène parmi les huit disponibles qui ont également une influence sur les mécaniques (une arène présente des tapis roulants, une autre permet de se téléporter, etc.). 
Une fois la partie lancée, chaque joueur commence dans un coin de la carte, ce nombre étant de fait limité à quatre. Ils devront chacun détruire les blocs effritables et se réfugier dans les cavités pour ne pas être blessés par l'explosion. En détruisant les blocs, des bonus apparaissent à leur emplacement qui améliorent les capacités de chacun lorsqu'ils marchent dessus. Ces bonus peuvent améliorer la vitesse de déplacement, le nombre de bombes qu'il est possible de poser simultanément, ou bien constituer des pénalités. Lorsqu'un joueur est éliminé, son avatar est placé dans un chariot sur le côté de l'arène et il peut lancer des bombes sur le terrain de jeu. S'il arrive à toucher un joueur dans l'arène, il est ressuscité et peut continuer le combat. Le vainqueur est celui qui le premier a remporté le nombre de victoires nécessaires.

## Accueil
Bomberman Tournament reçoit un accueil positif de la critique spécialisée. Il obtient un score de 88 % sur la base de 16 critiques sur l'agrégateur de critiques Metacritic.